# 北浜邦夫
北浜邦夫（きたはま くにお、1944年-　）は、日本出身の睡眠学者。

## 人物・来歴
東京生まれ。東京大学文学部心理学科卒業、同大学院進学後渡仏、リヨン第1大学大学院博士課程修了(神経科学)。理学博士、医学博士。フランス国立科学研究所神経科学部門主住研究員。覚醒・睡眠と夢の生物科学的研究に取り組む。2010年、40年ぶりに日本に帰国。

## 著書
- 『ヒトはなぜ、夢を見るのか』(文春新書) 2000.8
- 『脳と睡眠』朝倉書店, 2009.2
- 『夢』新曜社, 2016.12

### 監修・共編著
- 『夢うつつまぼろし 眠りで読み解く心象風景』監修, 高田公理, 睡眠文化研究所 編. インターメディカル, 2005.5
- 『睡眠のトリビア 2』宮崎総一郎,堀忠雄 (心理学者)共編著. 中外医学社, 2016.2
- 『睡眠学 1 「眠り」の科学入門』宮崎総一郎共編著 北大路書房, 2018.11

### 翻訳
- ミッシェル・ジュヴェ『睡眠と夢』紀伊國屋書店, 1997.7
- ミッシェル・ジュヴェ『夢の城』紀伊國屋書店, 1997.7

## 論文
- ＜北浜邦夫